# Carlos Carnero
Carlos Carnero González (1961) es un analista y político español del Partido Socialista Obrero Español (PSOE). Diputado del Parlamento Europeo entre 1994 y 2009. Miembro de la Presidencia del Partido Socialista Europeo (2006-2009). Embajador en Misión Especial para proyectos en el marco de la integración europea entre 2009 y 2012. Diputado a la Asamblea de Madrid entre 2020 y 2021. Director Gerente de la Fundación Alternativas entre 2012 y 2019.

## Biografía
Nacido el 24 de noviembre de 1961 en Madrid.
Militante del Partido Comunista de España (PCE) y de Izquierda Unida (IU), resultó elegido eurodiputado por España en las elecciones al Parlamento Europeo de 1994 dentro de la candidatura de IU. Hizo pública su decisión de salir de IU y del PCE en abril de 1998 por discrepancias con la línea política impulsada por Julio Anguita.
Fue reelegido por un segundo mandato de eurodiputado en las elecciones europeas de 1999, como candidato en la lista del Partido Socialista Obrero Español (PSOE). Integrado en el Partido Democrático de la Nueva Izquierda (PDNI), tras la decisión en el II congreso Federal del PDNI de integración dentro del PSOE de octubre de 2000, Carnero, junto a otros políticos del PDNI como Diego López Garrido o Cristina Almeida se integrarían de forma definitiva en el PSOE.
Convencido europeísta, participó en la convención que redactó el anteproyecto de Constitución Europea.
Renovó su acta de eurodiputado por un tercer y último mandato en las elecciones de 2004. 
Fue coordinador del Grupo Parlamentario Socialista del Parlamento Europeo en la Asamblea Parlamentaria Euromediterránea (2004-2009) y Presidente de la Delegación de Observadores del Parlamento Europeo en las elecciones generales libanesas en 2005.
Fue miembro de la Presidencia del Partido Socialista Europeo (2006-2009)
Posteriormente fue Embajador en Misión Especial para Proyectos en el marco de la Integración Europea del Ministerio de Asuntos Exteriores y de Cooperación (2009-2012).
Fue Director Gerente de la Fundación Alternativas (2012-1019). 
En 2019 concurrió en el número 41 de la lista del PSOE de cara a las elecciones a la Asamblea de Madrid.
El 5 de marzo de 2020 tomó posesión como diputado de la Asamblea de Madrid, cubriendo el escaño vacante por renuncia de Llanos Castellanos, nombrada presidenta de Patrimonio Nacional. Presidió la Comisión de Estudio de la Asamblea de Madrid para la recuperación económica y social de la Comunidad de Madrid y fue portavoz de economía del Grupo Socialista.
Ha sido miembro del Grupo de Expertos Independientes sobre la Vecindad Sur de la OTAN nombrado por el Secretario General de la Alianza Atlántica en octubre de 2023.
Actualmente es Senior Advisor en Vinces Consulting.
Es miembro del Consejo Asesor del Real Instituto Elcano. 
Forma parte el Consejo Asesor de la Secretaría de Política Internacional y Cooperación al Desarrollo del PSOE. 
Es profesor en el Máster de Unión Europea de la Universidad CEU-San Pablo.
Ha publicado varios libros en colaboración, entre los que figura "Manual de Instrucciones de la Constitución Europea", y publicado numerosos artículos en diversos medios de comunicación, como El País, El Huffington Post y Demócrata.
Es Diplomado Universitario en Turismo.

## Condecoraciones
- Medalla de la Orden del Mérito Constitucional (2011)[6]

- Encomienda de número de la Orden del Mérito Civil (2011)